# Peggy Pope
Peggy Pope, született Florence Margaret Pope (Montclair, New Jersey, 1929. május 15. – Fort Collins, Colorado, 2020. május 27.) amerikai színésznő.
Egyik legismertebb filmszerepét az 1980-as Kilenctől ötig című filmvígjátékban kapta. Az 1980-as évek folyamán szerepelt még Az utolsó csillagharcos (1984) és a Csak egy harapás (1985) című filmekben is. Számos televíziós sorozatban vállalt vendégszerepeket, egyebek mellett az Öreglányok, a Vészhelyzet és az Esküdt ellenségek epizódjaiban.

## Filmográfia

### Film
| Év   | Magyar cím              | Eredeti cím                                                   | Szerep                                 | Magyar hang   |
| ---- | ----------------------- | ------------------------------------------------------------- | -------------------------------------- | ------------- |
| 1971 |                         | Made for Each Other                                           | csoporttag                             |               |
| 1972 |                         | Hail                                                          |                                        |               |
| 1976 | Nyári szerelem          | Dragonfly                                                     | hölgy                                  |               |
| 1977 | Te jó Isten!            | Oh, God!                                                      | bolti tolvaj (stáblistán nem szerepel) |               |
| 1980 | Kilenctől ötig          | Nine to Five                                                  | Margaret                               | Hacser Józsa  |
| 1981 | Szerelem az éjszakában  | All Night Long                                                | pincérnő                               |               |
| 1984 | Az utolsó csillagharcos | The Last Starfighter                                          | Elvira                                 | Hacser Józsa  |
| 1985 | Csak egy harapás        | Once Bitten                                                   | Mrs. Kendall                           | Gyimesi Pálma |
| 1989 |                         | Curfew                                                        | Mrs. Alva                              |               |
| 1996 | A félelmek iskolája     | The Substitute                                                | Anna Dillon                            |               |
| 1998 |                         | Went to Coney Island on a Mission from God... Be Back by Five | Mrs. Bernstein                         |               |
| 2005 |                         | Four Lane Highway                                             | pincérnő                               |               |
| 2008 | Fulladás                | Choke                                                         | Angela nővér                           |               |
| 2008 | Tan-túra                | College Road Trip                                             | idős nő                                |               |
| 2013 |                         | Ass Backwards                                                 | Brian anyja                            |               |
| 2016 |                         | Toys (rövidfilm)                                              | narrátor (hangja)                      |               |

### Televízió
| Év        | Magyar cím                               | Eredeti cím                       | Szerep                       | Megjegyzések |
| --------- | ---------------------------------------- | --------------------------------- | ---------------------------- | ------------ |
| 1973      |                                          | Calucci's Department              | Elaine Fusco                 | 11 epizódban |
| 1977–1982 |                                          | Barney Miller                     | több szerep                  | 6 epizód     |
| 1979      |                                          | Billy                             | Alice Fisher                 | 7 epizód     |
| 1980      | Egy úr az űrből                          | Mork & Mindy                      | Mrs. Thompson                | 1 epizód     |
| 1984–1986 |                                          | Night Court                       | Anita / anya                 | 2 epizód     |
| 1985      | Zsarublues                               | Hill Street Blues                 | Mrs. McCray                  | 1 epizód     |
| 1986      | Alkonyzóna                               | The Twilight Zone                 | Mrs. Schulman                | 1 epizód     |
| 1986      | Egy kórház magánélete                    | St. Elsewhere                     | Grace                        | 1 epizód     |
| 1986      | Öreglányok                               | The Golden Girls                  | Gladys Barton                | 1 epizód     |
| 1987      | Út a mennyországba                       | Highway to Heaven                 | Marge Davis                  | 1 epizód     |
| 1991–1994 |                                          | Sisters                           | Mrs. Winfield / Mrs. Frawley | 2 epizód     |
| 1995      | Vészhelyzet                              | ER                                | Mrs. Gainsley                | 1 epizód     |
| 2000      | Esküdt ellenségek: Különleges ügyosztály | Law & Order: Special Victims Unit | Sylvia                       | 1 epizód     |
| 2001      | Esküdt ellenségek                        | Law & Order                       | Sally Jaspers                | 1 epizód     |
| 2001      | Esküdt ellenségek: Bűnös szándék         | Law & Order: Criminal Intent      | Brenda Hodge                 | 1 epizód     |
| 2002      | Ed                                       | Ed                                | Ms. Ozols                    | 1 epizód     |